# Bilancia di Mohr-Westphal

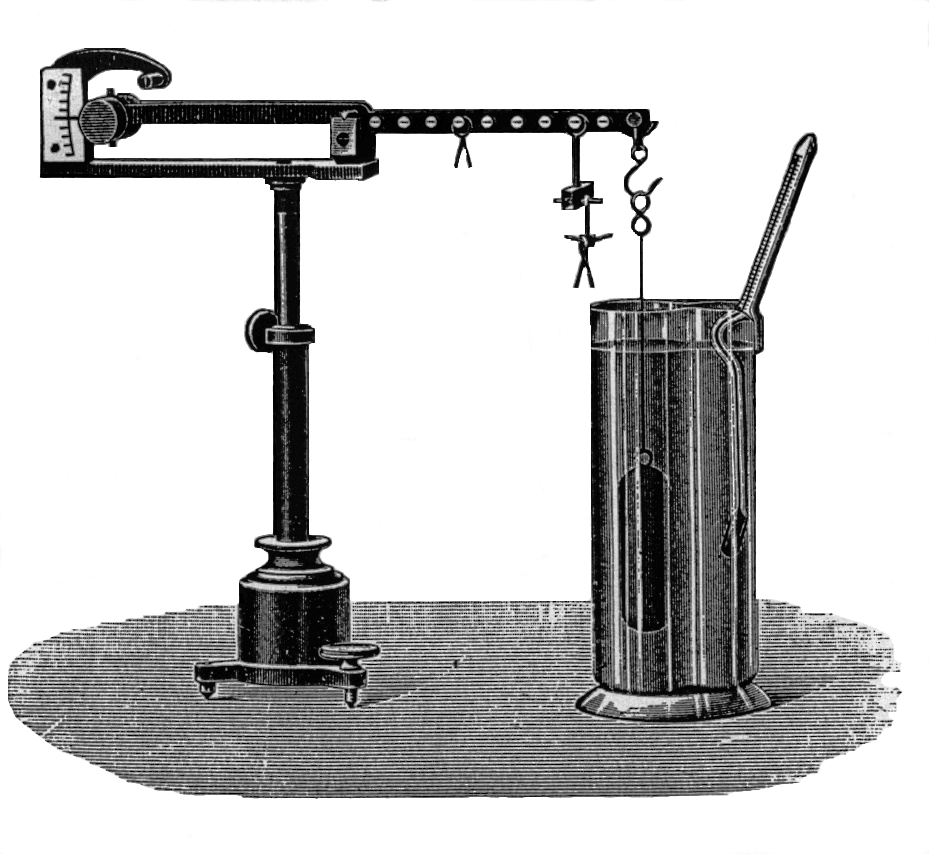
Bilancia di Mohr-Westphal

La bilancia di Mohr-Westphal è uno strumento utilizzato per misurare la densità basandosi sul principio di Archimede, il quale dice che ogni corpo immerso in un fluido riceve una spinta dal basso verso l'alto, uguale per intensità al peso del fluido spostato.
È costituita da un piedistallo in metallo con alla base tre piedi fissi ed uno regolabile in altezza, per poter posizionare centralmente la punta di controllo all'estremo di un braccio della bilancia. Sull'altro braccio, più lungo, sono presenti dieci pioli dove verranno appesi quattro pesini, detti cavalieri, con rispettivo valore di densità 0,1, 0,01, 0,001 e 0,0001. Il galleggiante all'estremo del braccio lungo della bilancia viene immerso nel liquido e i bracci della bilancia vengono equilibrati con i pesini, il cui valore corrisponde alla densità del liquido.
Per misurare la densità di un solido (non solubile in acqua) si applica al posto del galleggiante in vetro un piattino forato di metallo.